# Ali Baba (kabaret)
Ali Baba – teatrzyk kabaretowy działający w Warszawie w 1939 roku. Jego siedzibą był lokal Panoramy przy ulicy Karowej 18 (Teatr Piosenki i Aktualności). Program Ali Baby Pakty i fakty był ostatnim przedstawieniem kabaretowym w przedwojennej Polsce.

## Historia
Premiera odbyła się 5 kwietnia 1939 roku. W obsadzie: Mira Zimińska, Ina Benita, Mieczysław Fogg, Alicja Halama, Freda Kleszczówna, Wojciech Ruszkowski, Czesław Konarski. Zygmunt Regro, Ludwik Sempoliński, Władysław Walter. Pierwszy program nosił tytuł Sezonie, otwórz się. Kostiumy Galewscy i Parecki. Przedstawiano m.in. numer Alarm gazowy napisany przez Mariana Hemara. Z tego programu pochodzi kreacja Sempolińskiego Ostatni posłaniec napisana przez Tadeusza Wittilna i Władysława Szlengla. Do Alibaby pisał też dr Pietraszek, Jerzy Jurandot i Andrzej Włast.
W teatrze Ali Baba ostatniego dnia pokoju występował ulubieniec publiczności Ludwik Sempoliński, parodiujący Adolfa Hitlera. We wrześniu 1939 grano tutaj ostatnie przedstawienie rewii Pakty i fakty napisane przez Mariana Hemara, Juliana Tuwima i Andrzeja Własta. 4 września 1939 budynek Panoramy i teatrzyk Ali Baba przestały istnieć z powodu zbombardowania przez Luftwaffe.